# Satyr himálajský
Satyr himálajský (Tragopan satyra), nazývaný též satyr obecný nebo bažant satyr, je pták z čeledi bažantovitých, který žije ve střední Asii.

## Popis

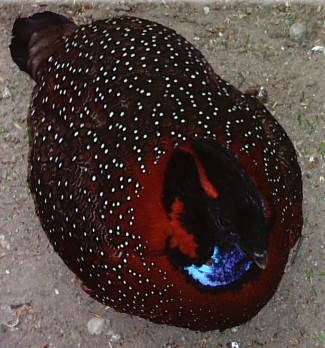
Satyr himálajský

Satyr obecný je poměrně vysoký pták s krátkým zobákem a dlouhým ocasem. Má dlouhé prsty a krátké ostruhy v dolní části nohou. Kohouti a slípky se liší velikostí a zbarvením peří. Kohout je výrazně barevný a má délku 67 až 72 cm. Má černou hlavu a téměř celý je pokrytý malými skvrnami, obvykle bílými. Slípka má stejně jako kohout na peří malé bílé skvrny. Je asi 58 cm dlouhá. Kohout váží od 1,5 do 2 kg. Slípka váží 1 až 1,5 kg.

## Výskyt

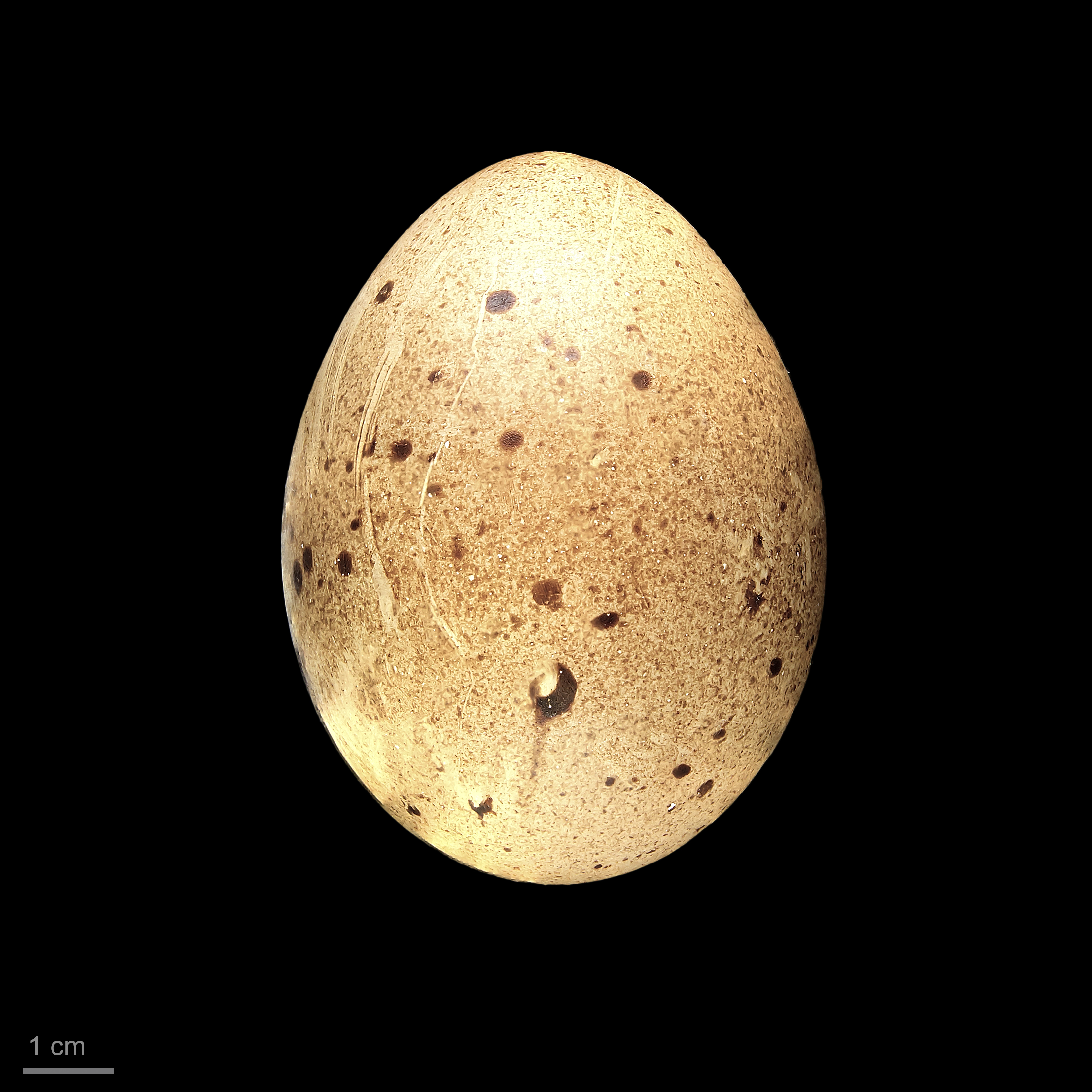
Tragopan satyra

Satyr obecný žije ve střední a východní části pohoří Himálaj na území indických států Uttarpradéš a Arunáčalpradéš a na území Nepálu, Sikkimu, Bhútánu a jihovýchodního Tibetu. Najdeme ho v podrostu dubových, cedrových a rododendronových lesů a v křovinách bambusových houštin. Živí květinami, listy, výhonky a pupeny. Vyskytuje se v hornatých oblastech s nadmořskou výškou mezi 2200 a 4300 m.

## Chování
Satyr obecný je teritoriální pták, plachý a osaměle žijící i v průběhu zimy. Na začátku dubna se kohouti začnou projevovat typický křikem, připomínajícím bečení ovcí. Tyto výkřiky jsou slyšet pouze během období rozmnožování. Křičí za úsvitu, popř. v odpoledních hodinách. Tím lákají slípky a soutěží s jinými kohouty.
Po zpěvu kohoutů a páření slípka udělá hnízdo. Hnízda mohou být umístěna v korunách stromů až deset metrů vysoko. Hnízdo obvykle obsahuje dvě vejce (méně často tři nebo čtyři). Inkubační doba činí 28 dní.

## Ohrožení
Stejně jako většina bažantů, trpí i satyr obecný rostoucími lidskými aktivitami, které škodí jeho přirozenému prostředí. Ale asi největším problémem je dlouhodobý lov. Výjimkou je Bhútán, kde buddhistická víra zakazuje lov. V současné době je téměř ohroženým druhem (NT).